# 横浜市立東汲沢小学校
横浜市立東汲沢小学校（よこはましりつ ひがしぐみさわしょうがっこう）は、神奈川県横浜市戸塚区汲沢一丁目にある公立小学校。

## 概要
戸塚区汲沢（ぐみさわ）地区の東端にある小学校である。汲沢地区のほか、戸塚町や矢部町の一部が学区に指定されている。汲沢小学校の分離校で1975年に開校。2025年には50周年を迎えた。
校名に地名にない「東」を冠しているのは、汲沢小学校の東方に位置することに由来する。
校章は、開校翌年の1976年に制定された。小谷徹の創案で、学校のある汲沢という地名の由来となった、グミの木が取り入れられた。デザインは、グミの木と2つの実が描かれ、周囲を輪で囲んでいる。また、下部に「汲沢」、右上部に「東」の文字を記している。東を右寄りに配したのは、ゆとりがあるように表したためである。
校歌は1979年の制定。伊藤海彦が作詞し、平井哲三郎が作曲を手掛けた。歌詞は3番からなり、どの番にも繰り返して歌う部分があり、また最後は校名（東汲沢小学校）で締めくくる。

## 沿革
- 1975年（昭和50年）
  - 4月1日 - 横浜市立東汲沢小学校として、汲沢小学校から独立開校。汲沢小学校を借用して授業開始[3]。
  - 6月27日 - 現在地に校舎を落成し、移転[3]。
  - 6月28日 - 新校舎での授業開始。この日を創立記念日に制定[3]。
  - 12月8日 - PTAを発足[3]。
- 1976年（昭和51年）
  - 1月22日 - 校章を制定[3]。
  - 3月4日 - 校旗を制定[3]。
- 1977年（昭和52年）7月15日 - プールを落成[3]。
- 1979年（昭和54年）2月23日 - 校歌を制定[3]。
- 1992年（平成4年）4月18日 - コミュニティースクールを開設[3]。
- 1997年（平成9年）11月18日 - 神奈川県最もよい歯の学校表彰を受ける[3]。
- 2000年（平成12年）
  - 6月1日 - はまっ子ふれあいスクールを開設[3]。
  - 11月30日 - 全日本学校歯科保健優良校特別賞を受賞[3]。
- 2002年（平成14年）8月31日 - 施設の耐震補強工事を実施[3]。
- 2006年（平成18年）
  - 8月4日 - NHK全国学校音楽コンクールにて銅賞を受賞（以後複数回表彰）[3]。
  - 11月8日 - プレハブ校舎（視聴覚室・図書室）を設置[3]。
- 2011年（平成23年）
  - 10月3日 - コミュニティ・スクールとなる[6]。
  - ひぐみ共育くらぶを設立[6]。
- 2015年（平成27年）
  - 4月6日 - タブレット端末先行導入推進校に指定[3]。
  - 12月3日 - 地域による学校支援活動（ひぐみ共育くらぶの活動）が優れた活動とみられ、文部科学大臣表彰を受ける[3]。
- 2017年（平成29年）7月 - 子ども音楽コンクールにて最優秀賞を受賞[3]。
- 2019年（令和元年）7月 - TBS主催の子ども音楽コンクールにて最優秀賞を受賞[3]。
- 2021年（令和3年）3月 - プレハブ校舎を廃止[3]。

## 学区
横浜市戸塚区の以下の区域が対象。
- 汲沢町のうち、1230番地から1249番地、1254番地から1267番地、1270番地から1325番地、1344番地の2から1652番地、1670番地から1703番地、2229番地から2326番地
- 汲沢一丁目
- 汲沢二丁目
- 戸塚町のうち、4521番地から4523番地、4527番地から4537番地、4550番地、4554番地から4566番地、4573番地から4575番地、4577番地
- 矢部町のうち、1633番地、1634番地

## 進学先の中学校
- 横浜市立戸塚中学校[2]

## アクセス

### 鉄道
- 横浜市営地下鉄ブルーライン 踊場駅から徒歩11分

### バス
- 神奈中バス「戸塚高校前」停留所から徒歩5分

## 周辺
- 汲沢団地
- 横浜市汲沢保育園
- 横浜市立戸塚中学校